# Manipulation (sport)
Pour les articles homonymes, voir Manipulation.
Une manipulation en sport est un moyen technique qui consiste à perturber physiquement et mentalement l’opposant. Le but est de dérégler l’organisation du jeu adverse.

Différents procédés coexistent : 
- les techniques d’intimidation (bluff, provocation physique et mentale, etc.)
- les techniques de manœuvre et les tromperies de toutes sortes (appât, fausse-attaque, feinte, etc.).

Voir manœuvre.

## Sources
- Gérard Chaliand, Arnaud Blin, Dictionnaire de stratégie militaire, Librairie académique Perrin, 1998
- Alain Delmas, 1. Lexique de la boxe et des autres boxes (Document de formation fédérale), Aix-en-Provence, 1981-2005 – 2. Lexique de combatique (Document de formation fédérale), Toulouse, 1975-1980
- Thierry de Montbrial et Jean Klein, Dictionnaire de stratégie, PUF, Paris, 2000
- F.F.E., Les cahiers de la commission pédagogique nationale d’escrime, INSEP, Paris, 1981
- François Géré, Pensée stratégique, Ed. Larousse, Paris, 1999
- Gabrielle & Roland Habersetzer, Encyclopédie des arts martiaux de l'Extrême-Orient, Ed. Amphora, Paris, 2000
- M. Imhauss, R. Chapelot, Langage de l’escrime, Ministère de la Guerre, 1908
- Friedrich Mahlo, L’acte tactique en jeu, Éd. Vigot, Paris, 1969